# Кадыров, Пулод
Пуло́д Кады́ров (тадж. Пӯлод Қодиров; род. 24 мая 1963 года; Душанбе, Таджикская ССР, СССР) — таджикистанский футболист и футбольный тренер.
В молодости играл за различные команды, выступающие на чемпионате Таджикской ССР. Работает в футбольной системе Таджикистана в различных должностях. В 2008—2011 годах возглавлял национальную сборную Таджикистана.